# مرلین (خانواده موتور موشک)
مرلین (به انگلیسی: Merlin) نام خانواده‌ای از موتور موشک‌هایی است که توسط اسپیس‌اکس توسعه و در پرتابگرهای فالکون ۱ و فالکون ۹ استفاده شده‌است.
اسپیس‌اکس همچنین تصمیم دارد تا در فالکون هوی هم از موتورهای مرلین استفاده کند. موتور مرلین از اکسیژن مایع و RP-1 به عنوان پیش‌ران در یک چرخه انرژی مولد گازی استفاده می‌کند. موتور مرلین در اصل برای بازیابی از طریق دریا و استفاده مجدد طراحی شده‌است.

## بازنگری‌ها

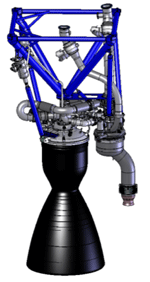
مرلین ۱ای اسپیس‌اکس

### مرلین ۱ای
نسخه اولیه که مرلین ۱ای (به انگلیسی: Merlin 1A) نام داشت از یک کامپوزیت فیبر کربن ارزان قیمت و یک بار مصرف استفاده می‌کرد و دارای نیروی پرتاب ۳۴۰ کیلونیوتون (۷۷٬۰۰۰ پوند) بود. مرلین ۱ای تنها دو بار پرواز کرد؛ اولین بار در ۲۴ مارس ۲۰۰۶، زمانی که اندکی بعد از پرتاب به دلیل نشت سوخت آتش گرفت  و بار دوم در ۲۱ مارس ۲۰۰۷ که با موفقیت پرتاب شد.  هر دو بار مرلین ۱ای روی مرحله اول موشک (دو مرحله‌ای) فالکون ۱ نصب شده بود.

### مرلین ۱بی
موتور راکت مرلین ۱بی  (به انگلیسی: Merlin 1B) نسخه بهبودیافتهٔ موتور موشک مرلین ۱ای بود.
تصمیم بر استفاده اولیه از موتور موشک مرلین ۱بی بر روی فالکون ۹ بود، که در مرحله اول روی این موشک دو مرحله‌ای ۹عدد از این موتورها نصب شده بود. با توجه به تجربه‌ای که از اولین پرواز ناموفق فالکون ۱ به دست آمد، مرلین ۱بی هرگز روی پرتابگری استفاده نشد.

### مرلین ۱سی
مرلین ۱سی اولین بار در بخشی از سومین تلاش ناموق در پرتاب فالکون ۱ استفاده شد.  در چهارمین پرواز فالکون ۱ در ۲۸ سپتامبر ۲۰۰۸، موتور راکت مرلین ۱سی با موفقیت مورد استفاده قرار گرفت.

### مرلین ۱دی
موتور راکت مرلین ۱دی در ۲۰۱۱-۲۰۱۲ توسط اسپیس‌اکس توسعه داده شد و در ۲۰۱۳ اولین پرواز خود را انجام داد.